# Rolando Wolf
Rolando Wolf (Estados Unidos) foi um trampolinista estadunidense. Wolf foi o primeiro campeão mundial do Campeonato de Ginástica de Trampolim.